# 720°
720° is een skateboardencomputerspel van Atari Games initieel uitgebracht voor Arcade in 1986.

## Verhaal
De speler bestuurt een skateboarder die in een woonwijk allerhande sprongen uitvoert om punten te verdienen zodoende toegelaten te worden tot een competitie op een skatebaan.

## Ports
Naast de Arcade-versie werd het spel ook uitgebracht op enkele andere systemen.
| Systeem                       | Ontwikkelaar/Uitgever            | Jaar |
| ----------------------------- | -------------------------------- | ---- |
| Commodore 64                  | Tiertex Design Studios / US Gold | 1986 |
| Amstrad CPC                   | Tiertex Design Studios / US Gold | 1988 |
| ZX Spectrum                   | Tiertex Design Studios / US Gold | 1988 |
| Nintendo Entertainment System | Mindscape / Beam Software        | 1989 |
| Game Boy Color                | Game Brains / Midway Games       | 1999 |

## Trivia
- Het spel is opgenomen in het boek 1001 Video Games You Must Play Before You Die van Tony Mott.